# Comuna Verșînova Muraviika, Kulîkivka
Verșînova Muraviika (în ucraineană Вершинова Муравійка) este o comună în raionul Kulîkivka, regiunea Cernihiv, Ucraina, formată din satele Koșarîșce și Verșînova Muraviika (reședința).

## Demografie
Componența lingvistică a comunei Verșînova Muraviika
     Ucraineană (96,9%)
     Rusă (2,58%)
     Alte limbi (0,34%)
Conform recensământului din 2001, majoritatea populației comunei Verșînova Muraviika era vorbitoare de ucraineană (96,9%), existând în minoritate și vorbitori de rusă (2,58%).